# Monoaminooksydaza

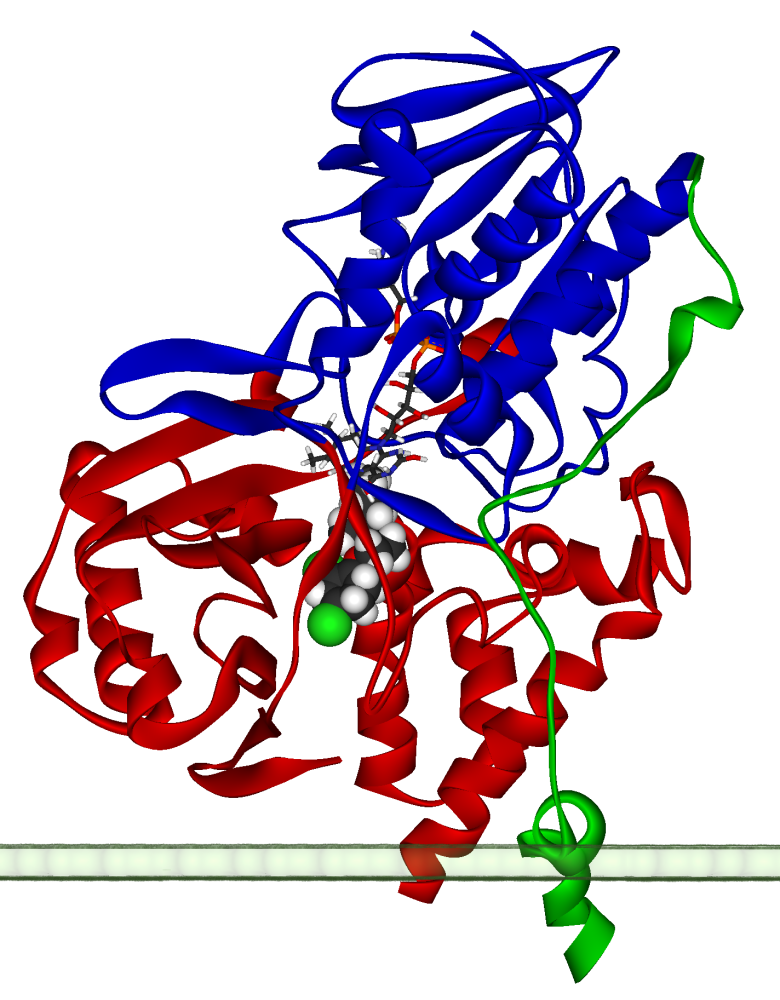
Diagram wstążkowy ludzkiego monomeru MAO-A

Monoaminooksydaza (oksydaza monoaminowa, MAO z ang. monoamine oxidase) – (EC 1.4.3.4) enzym występujący w wielu tkankach ustroju zlokalizowany w cytozolu. Obecnie wyróżnia się dwa izoenzymy:
- MAO-A – zlokalizowany w tkance nerwowej, gdzie odpowiada za deaminację serotoniny, adrenaliny i noradrenaliny oraz dopaminy i tyraminy
- MAO-B – znajduje się w tkankach nienerwowych. Największe powinowactwo wykazuje do fenyloetyloaminy i benzyloaminy oraz dopaminy i serotoniny.

Zaburzenia działania tego enzymu prowadzą do chorób afektywnych oraz zaburzeń ciśnienia tętniczego.